# Mariusz Strzałka
Mariusz Strzałka (Breslavia, 27 de marzo de 1959) es un deportista polaco que compitió en esgrima (desde el año 1990 lo hizo bajo la bandera de Alemania), especialista en la modalidad de espada.
Participó en dos Juegos Olímpicos de Verano, obteniendo una medalla de plata en Moscú 1980, en la prueba por equipos (junto con Piotr Jabłkowski, Andrzej Lis, Leszek Swornowski y Ludomir Chronowski), y el cuarto lugar en Atlanta 1996, en la misma prueba.
Ganó cuatro medallas en el Campeonato Mundial de Esgrima entre los años 1991 y 1995, y una medalla de plata en el Campeonato Europeo de Esgrima de 1993.

## Palmarés internacional
| Representando a Polonia  |                        |                   |                    |
| Juegos Olímpicos         |                        |                   |                    |
| Año                      | Lugar                  | Medalla           | Prueba             |
| 1980                     | Moscú (URSS)           | Medalla de plata  | Espada por equipos |
| Representando a Alemania |                        |                   |                    |
| Campeonato Mundial       |                        |                   |                    |
| Año                      | Lugar                  | Medalla           | Prueba             |
| 1991                     | Budapest (Hungría)     | Medalla de bronce | Espada por equipos |
| 1993                     | Essen (Alemania)       | Medalla de bronce | Espada por equipos |
| 1994                     | Atenas (Grecia)        | Medalla de plata  | Espada por equipos |
| 1995                     | La Haya (Países Bajos) | Medalla de oro    | Espada por equipos |
| Campeonato Europeo       |                        |                   |                    |
| Año                      | Lugar                  | Medalla           | Prueba             |
| 1993                     | Linz (Austria)         | Medalla de plata  | Espada individual  |